# Хромые мстители
«Хромые мстители» или «Искалеченные мстители» (кит. 殘缺, англ. Crippled Avengers) — фильм с боевыми искусствами режиссёра Чжан Чэ, вышедший в 1978 году.

## Сюжет
Три фехтовальщика врываются в дом мастера боевых искусств Ду Тяньдао, убивают слуг, отрубают ноги жены и руки сына по имени Ду Чан. Тяньдао приходит домой, чтобы спасти сына, в то время как его жена погибает. Мальчик становится взрослым; он изучает кунг-фу и имеет железные руки со скрытым оружием вместо отрубленных рук. Озлобленные отец и сын становятся проблемой для жителей города, поскольку убивают или калечат всех, кто посмеет насмехаться над Ду Чаном. Жертвами их жестокости становятся продавец Чэнь Шунь, которого ослепляют, кузнец Вэй, которого делают глухонемым, неосторожный Ху Агуй, который лишается ног, и странник Ван И, чью голову засовывают в тиски. Каждый из них оказывается не в состоянии заработать на жизнь, они объединяются, чтобы прийти к учителю Ван И, который соглашается учить их кунг-фу. Таким образом, искалеченные бойцы смогут отомстить.

## В ролях
| Актёр         | Роль                         |
| ------------- | ---------------------------- |
| Чэнь Гуаньтай | Ду Тяньдао                   |
| Лу Фэн        | Ду Чан                       |
| Филип Куок    | Чэнь Шунь                    |
| Ло Ман        | кузнец Вэй                   |
| Сунь Цзянь    | Ху Агуй                      |
| Цзян Шэн      | Ван И                        |
| Джонни Ван    | Вань                         |
| Ён Хун        | учитель Цзюй Гаофэн          |
| Тони Тхам     | учитель Ло                   |
| Юй Тайпин     | учитель Линь                 |
| Чин Мяо       | Ли Чжэнъин                   |
| Хелен Пхунь   | жена Тяньдао                 |
| Дик Вэй       | один из Трёх Тигров Тяньнань |

## Съёмочная группа
- Компания: Shaw Brothers
- Продюсер: Шао Жэньмэй[кит.]
- Режиссёр: Чжан Чэ
- Сценарист: Ни Куан[кит.], Чжан Чэ
- Ассистент режиссёра: Цзян Шэн[англ.], Чань Яумань
- Постановка боевых сцен: Цзян Шэн, Лу Фэн, Роберт Тай
- Художник: Джонсон Цао
- Монтажёр: Цзян Синлун
- Грим: У Сюйцин
- Дизайнер по костюмам: Лю Цзию
- Оператор: Чхоу Вайкхэй
- Композитор: Фрэнки Чань[кит.]